# Maria Perpétua da Luz
A Venerável Madre Maria Perpétua da Luz (Beja, 14 de Julho de 1684 — 26 de Agosto de 1736) foi uma freira da Ordem das Carmelitas da Antiga Observância que, tendo professado e vivido os seus votos religiosos no Convento de Nossa Senhora da Esperança de Beja, nele morreu com reconhecida fama de santidade.
Ao longo da sua vida, escreveu 60 Cadernos Místicos com pensamentos e máximas espirituais.